# 3802 Дорнбурґ
3802 Дорнбурґ (3802 Dornburg) — астероїд головного поясу, відкритий 7 серпня 1986 року.
Тіссеранів параметр щодо Юпітера — 3,581.